# خلايا دبقية ساتلة
الخلايا الدبقية الساتلة، التي كانت تسمى سابقًا الخلايا الساتلة، هي خلايا دبقية تغطي سطح أجسام العصبونات في عقد الجهاز العصبي المحيطي. لذلك، توجد في العقد الحسية والودية واللاودية. تُشتق كل من الخلايا الدبقية الساتلة وخلايا شوان (الخلايا التي تغلف بعض الألياف العصبية في الجهاز العصبي المحيطي) من العرف العصبي للجنين أثناء النمو. تبين أن الخلايا الدبقية الساتلة تؤدي مجموعة من الوظائف، بما في ذلك تنظيم البيئة المكروية للعقد الودية. يُعتقد أنها تملك دورًا مشابهًا للخلايا النجمية في الجهاز العصبي المركزي. تزود العصبونات المحيطة بالمغذيات وتملك بعض الوظائف البنيوية. تعمل الخلايا الساتلة أيضًا كخلايا واقية تؤمن الحماية. بالإضافة إلى ذلك، تعبر عن مجموعة متنوعة من المستقبلات التي تسمح بمجموعة من التآثرات مع المواد الكيميائية النشطة عصبيًا. تبين مؤخرًا ارتباط العديد من هذه المستقبلات والقنوات الأيونية الأخرى في مشاكل صحية بما في ذلك الألم المزمن والهربس. هناك الكثير من المعلومات المجهولة حول الخلايا الدبقية الساتلة، وما زالت البحوث مستمرة حول خصائصها وأدوارها الإضافية.

## البنية
الخلايا الدبقية الساتلة هي نمط من الخلايا الدبقية الموجودة في الجهاز العصبي المحيطي، وتحديدًا في العقد الحسية والودية واللاودية. تشكل الأغماد الخلوية الرقيقة التي تحيط بالعصبونات المفردة في هذه العقد.
في الخلية الدبقية الساتلة، يُحدد جسم الخلية بالمنطقة التي تحتوي على نواة مفردة كبيرة نسبيًا. يمتد كل جانب من جسم الخلية إلى الخارج، ويشكل نتوءات حول العصبونات. تحتوي المنطقة التي حيث توجد النواة على أكبر حجم من السيتوبلازم، ما يجعل غمد الخلايا الدبقية الساتلة في هذه المنطقة أكثر سماكة. قد يكون الغلاف أكثر سماكة أيضًا إذا وُضعت طبقات متعددة من الخلايا الدبقية الساتلة فوق بعضها البعض، كل منها بقياس 0.1 ميكرومتر (3.9 × 6-10 بوصة).

## الوظيفة
البحوث جارية حاليًا لتحديد الدور الفسيولوجي للخلايا الدبقية الساتلة. تشير النظريات الحالية إلى أن الخلايا الدبقية الساتلة تلعب دورًا مهمًا في تنظيم البيئة المكروية للعقد الودية. تعتمد هذه النظريات على ملاحظة أن الخلايا الدبقية الساتلة تغلف العصبونات بالكامل تقريبًا ويمكنها تنظيم نفاذ الجزيئات عبر غشاء الخلية. اُثبت سابقًا أنه عند حقن قائفات البروتين الفلوري في العقد الرقبية لتجاوز الدورة الدموية، لا تتوضع على سطح العصبونات. هذا يشير إلى أن الخلايا الدبقية الساتلة تنظم الفضاء خارج الخلوي للعصبونات المفردة. يعتقد البعض أن الخلايا الدبقية الساتلة في العقد المستقلية (الذاتية) لها دور مماثل للحاجز الدموي الدماغي إذ تشكل حاجز وظيفي أمام الجزيئات الكبيرة.

### الخصائص الجزيئية
على عكس العصبونات المجاورة لها، لا تحتوي الخلايا الدبقية الساتلة على مشابك عصبية ولكنها مجهزة بمستقبلات لمجموعة متنوعة من المواد النشطة عصبيًا مماثلة لتلك الموجودة في العصبونات. تحمل النهايات المحورية بالإضافة إلى أجزاء أخرى من العصبونات مستقبلات لمواد مثل الأسيتيل كولين وحمض الغاما-أمينوبيوتيريك والغلوتامات والأدينوسين ثلاثي الفوسفات والنورإبينفرين والمادة بّي والكابسيسين التي تؤثر بشكل مباشر على فسيولوجيا هذه الخلايا. يكشف البحث الحالي أن الخلايا الدبقية الساتلة قادرة أيضًا على الاستجابة لبعض المحفزات الكيميائية التي تستجيب لها العصبونات الأخرى. ما زال البحث مستمرًا وما زال دور الخلايا الدبقية الساتلة في آليات الإصلاح عند حدوث أذيات غير مفهوم بالكامل بعد.